# 17546 Osadakentaro
17546 Osadakentaro è un asteroide della fascia principale. Scoperto nel 1993, presenta un'orbita caratterizzata da un semiasse maggiore pari a 2,2095319 UA e da un'eccentricità di 0,1287928, inclinata di 4,57312° rispetto all'eclittica.